# 月とたまご〜平成竹取物語〜
『月とたまご〜平成竹取物語〜』（つきとたまご へいせいたけとりものがたり）は、加藤マユミによる日本の漫画作品。

## 登場人物
寺西郷太
主人公。通称ゴータマ。尻フェチ。
竹宮月明
ヒロイン。満月を見ると発情する。
奥田賢一
郷太の友人。通称オッケン。
松本智春
郷太の友人。通称マツトモ。
坂本春一郎
郷太の師匠。通称尻仙人。
宮前ハルナ
郷太のクラスメイト。
御手洗レオナ
東京出身。貧乳がコンプレックスでパッドを入れている。郷太に好意がある。
竹宮月姫子
春一郎の愛した女性。
優木真央
教育実習生。
竹宮玄宗
月姫子の兄。

## 書誌情報
- 加藤マユミ 『月とたまご〜平成竹取物語〜』 秋田書店《ヤングチャンピオン・コミックス》 全3巻
  1. 2006年7月20日発売 ISBN 4-253-14964-2
  2. 2006年12月20日発売 ISBN 4-253-14965-0
  3. 2007年4月20日発売 ISBN 978-4-253-14966-2